# François Spirito

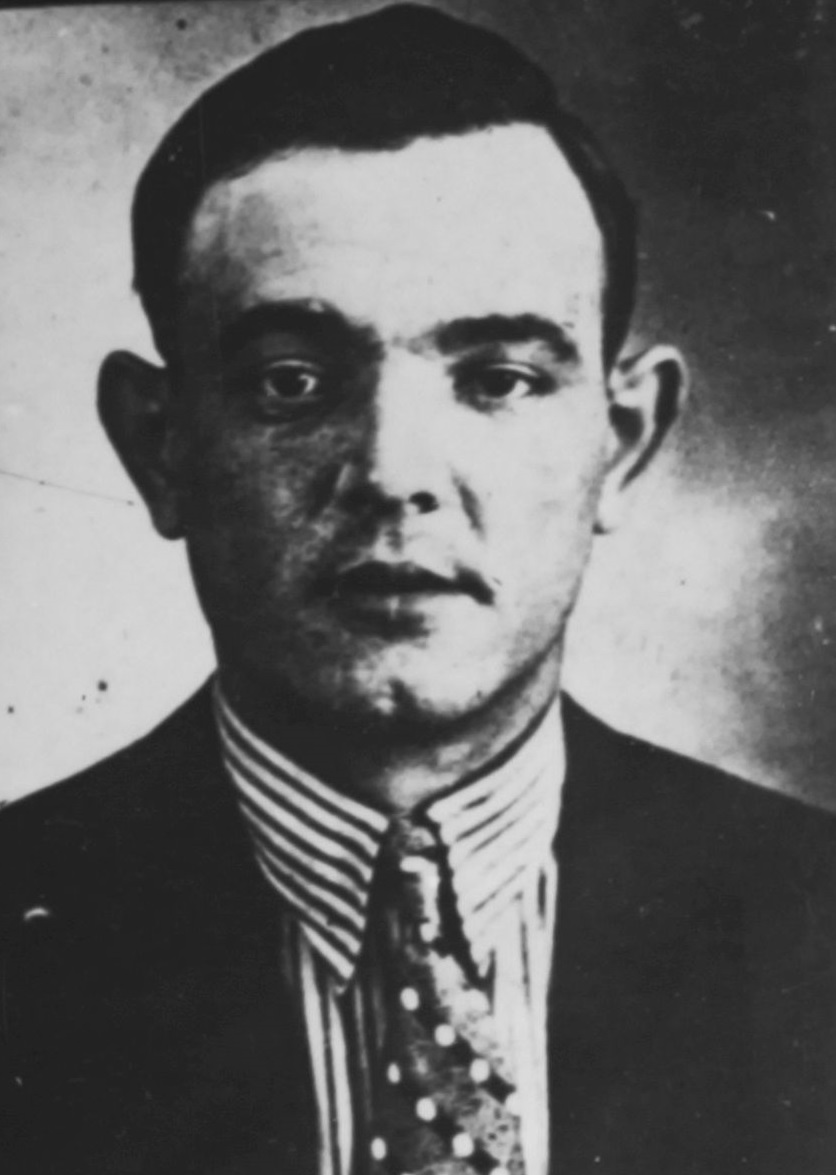
François Spirito um 1934

François Spirito (* 22. Januar 1900 in Marseille; † 9. Oktober 1967 in Toulon) war ein Mafia-Boss. Im Marseiller Halbwelt-Milieu waren er und sein Partner Paul Carbone in den 1930er Jahren die zentralen Figuren.

## Leben
Der als Kind neapolitanischer Eltern geborene Spirito wurde bereits früh zu einem engen Vertrauten des Mafia-Paten Paul Carbone, mit dem er in den 1920er Jahren die Strukturen des organisierten Verbrechens in Marseille schuf. Dabei verstand es das Duo nicht nur, eine monopolistische Bordellkette aufzubauen, sondern schaffte es vor allem, die Unterwelt mit der Politik zu verquicken.
Als 1931 in Europa das Heroin verboten wurde, folgte ihr Einstieg in den Drogenhandel. Der Ausbruch des Spanischen Bürgerkriegs im Juli 1936 ließ sie ins Waffengeschäft einsteigen. Gemeinsam mit anderen Mafiosi gehörten sie zu den Hauptlieferanten Francos. Auch von Marseiller Unternehmern erhielten sie Gelder, um zum Beispiel Jagd auf unliebsame Gewerkschafter der Confédération générale du travail zu machen.
Während des Zweiten Weltkriegs kollaborierten Spirito und Carbone mit den deutschen Besatzern. Sie verrieten Namen von Widerstandskämpfern an die französische Gestapo, die Carlingue, und durften im Gegenzug weiterhin unbehelligt ihren Geschäften nachgehen.
Während Carbone im Dezember 1943 bei einer mit Sprengstoff ausgelösten Zugentgleisung der Résistance ums Leben kam, flüchtete Spirito nach der Befreiung Frankreichs zunächst nach Spanien und kam 1947 nach New York, wo er gemeinsam mit Meyer Lansky den Herointransport von Frankreich in die USA intensivierte.
Im Sommer 1951 wurde Spirito wegen Drogenhandels festgenommen und im Februar 1952 zu einer zweijährigen Haftstrafe verurteilt. Nach dem Ende seiner Haftzeit wurde er aus den USA abgeschoben und nach Frankreich ausgeliefert. Dort war wegen seiner Kollaboration mit der Gestapo noch ein Verfahren gegen ihn anhängig, das allerdings nie vor Gericht verhandelt wurde, so dass Spirito weiterhin seinen Geschäften nachgehen konnte.
François Spirito starb am 9. Oktober 1967 in der rund 70 Kilometer südöstlich von Marseille gelegenen Stadt Toulon „in seinem Bett“, wie der Historiker François Broche in Anspielung auf wahrscheinlichere Todesarten von Kriminellen schreibt.

## Rezeption in der Populärkultur
Der Film Borsalino mit Alain Delon als Roch Siffredi und Jean-Paul Belmondo als François Capella ist durch das Wirken von Spirito und Carbone inspiriert.